# Fürstlich zu Bentheim-Tecklenburgische Musikbibliothek Rheda
Die Fürstlich zu Bentheim-Tecklenburgische Musikbibliothek Rheda ist die Musikbibliothek des Hauses Bentheim-Tecklenburg in Rheda-Wiedenbrück (Nordrhein-Westfalen). 
Die Sammlung ist seit 1966 als Leihgabe in der Universitäts- und Landesbibliothek Münster.

## Geschichte
Die Sammlung enthält 985 Handschriften und 1053 gedruckte Musikalien. Angeschafft wurde die private Sammlung unter der Regierung der Reichsgrafen Moritz Casimir I. (reg. 1710–1768), Moritz Casimir II. (reg. 1768–1805) und Emil Friedrich I. zu Bentheim-Tecklenburg (reg. 1805–1837, seit 1817 preußischer Fürst) in den Residenzen Hohenlimburg (bis 1756) und Rheda.
Es sind aus diesem Zeitraum Noten für den Gebrauch der Hofmusik, also vor allem Instrumentalmusik für kleinere Besetzung, überliefert. In Rheda haben daneben verschiedene Mitglieder der Familie eigene, durch Besitzvermerke gekennzeichnete Notensammlungen angelegt. Der in Hohenlimburg aufgebaute ältere Bestand weist vor allem Handschriften auf, aber auch Musikdrucke der Amsterdamer Verlage Estienne Roger und Michel-Charles Le Cène wie etwa von Arcangelo Corelli, Willem de Fesch, John Loeillet, Georg Philipp Telemann und Antonio Vivaldi sind einige als Unikate erhalten. 

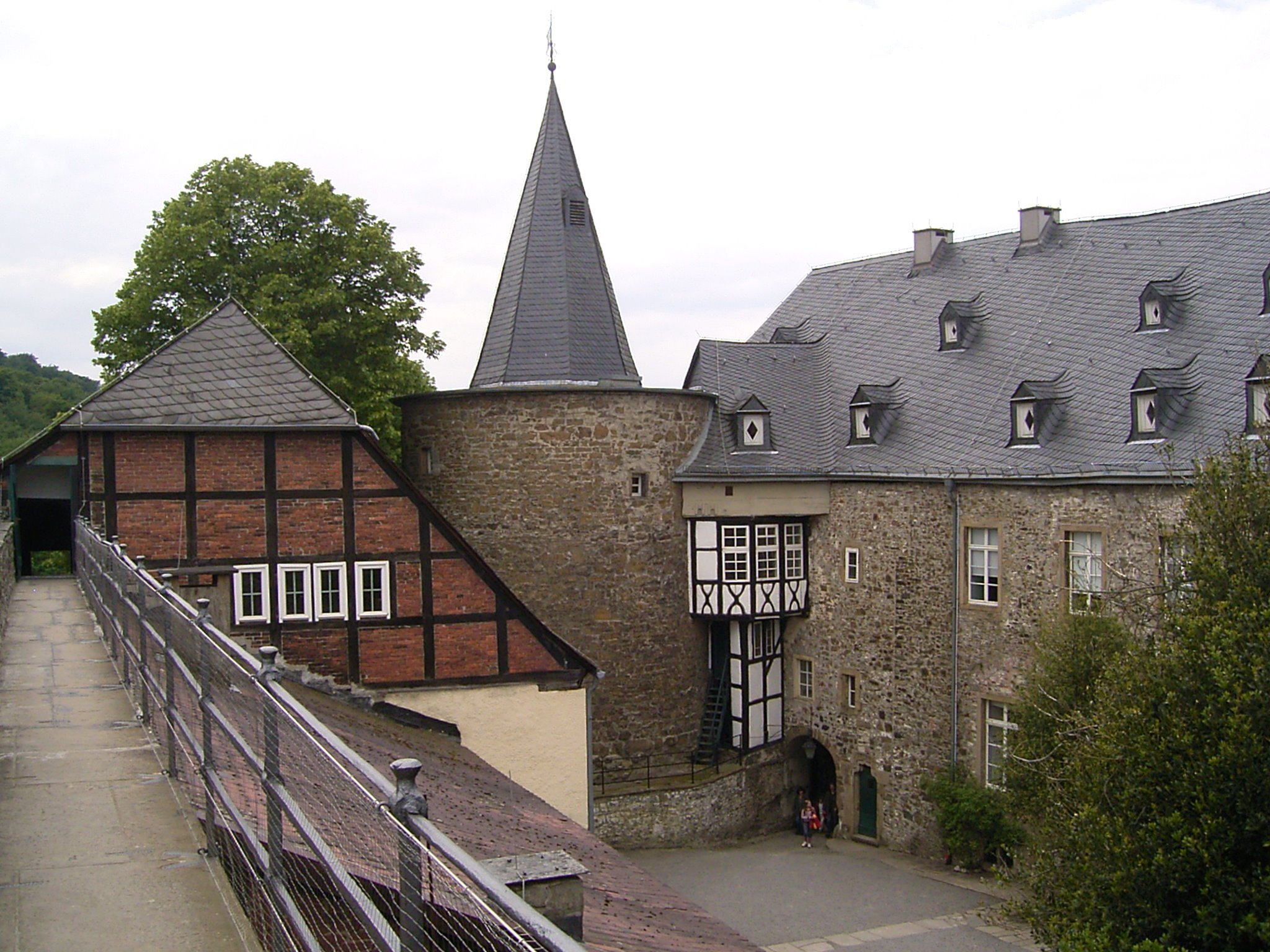
Schloss Hohenlimburg

Der Schwerpunkt liegt auf der Instrumentalmusik, im Wesentlichen Kammermusik für Streichinstrumente des späten 18. und frühen 19. Jahrhunderts. Neben Mozart, Haydn und Beethoven sind die Wiener Komponisten Adalbert Gyrowetz, Franz Anton Hoffmeister und Franz Krommer vertreten. Auch finden sich zahlreiche Werke von Johannes Amon, Ferdinand Fränzl, Rodolphe Kreutzer, George Onslow, Ignaz Pleyel, Pierre Rode, Andreas Romberg und Franz Xaver Sterkel.
Als Leiter der Hofkapelle schrieb auch Johann Martin Doemming zahlreiche Werke in Hohenlimburg und Rheda.
Wie stark die Hausmusik gepflegt wurde, zeigt der hohe Anteil der Klavierliteratur, etwa von Beethoven, Clementi, Czerny, Koseluch, Mozart, Pleyel und Sterkel. Opern sind vor allem als Arrangement oder Klavierauszüge vorhanden. Gerade bei der Klaviermusik, vor allem bei Klavierkonzerten, sind Besitzvermerke von weiblichen Mitgliedern des Hofes zu finden.

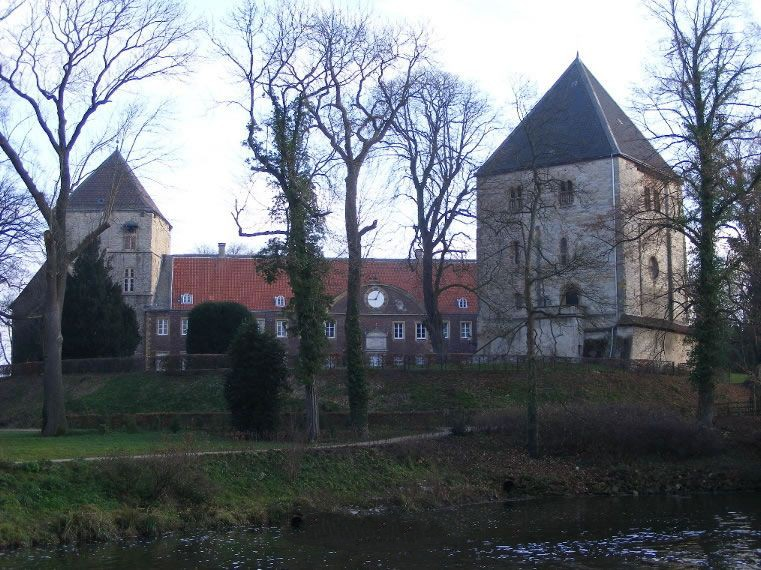
Schloss Rheda

Untergebracht war die wertvolle Sammlung seit dem Ende des 18. Jahrhunderts im Bibliotheksturm auf Schloss Rheda.
Seit 1966 ist die Sammlung als Leihgabe in der Universitäts- und Landesbibliothek Münster – Abteilung für Handschriften.
Alle Werke wurden auch ins internationale Musikrepertorium RISM eingetragen.

## Eigentümer der Musikbibliothek Rheda
- 1701–1768: Moritz Casimir I. von Bentheim-Tecklenburg
- 1768–1805: Moritz Casimir II. von Bentheim-Tecklenburg
- 1805–1837: Emil Friedrich I. zu Bentheim-Tecklenburg
- 1837–1872: Moritz Casimir IV. zu Bentheim-Tecklenburg
- 1872–1885: Franz zu Bentheim-Tecklenburg
- 1885–1909: Gustav zu Bentheim-Tecklenburg
- 1909–1967: Adolf zu Bentheim-Tecklenburg
- 1967–2014: Moritz-Casimir zu Bentheim-Tecklenburg
- Seit 2014: Maximilian zu Bentheim-Tecklenburg

## Diskografie (Auswahl)
- Georg Philipp Telemann, Johann Martin Doemming: Festliches Konzert im Schloss Rheda. Collegium Aureum auf Originalinstrumenten, Konzertmeister Franzjosef Maier, Aufnahmeort: Klosterkirche Wenau, Label: Orbis Gütersloh 1979

„Die Werke auf dieser Schallplatte wurden nach Manuskripten aus der Fürstlich zu Bentheim-Tecklenburgischen Musikbibliothek Rheda eingespielt.“